# 貨物自動車

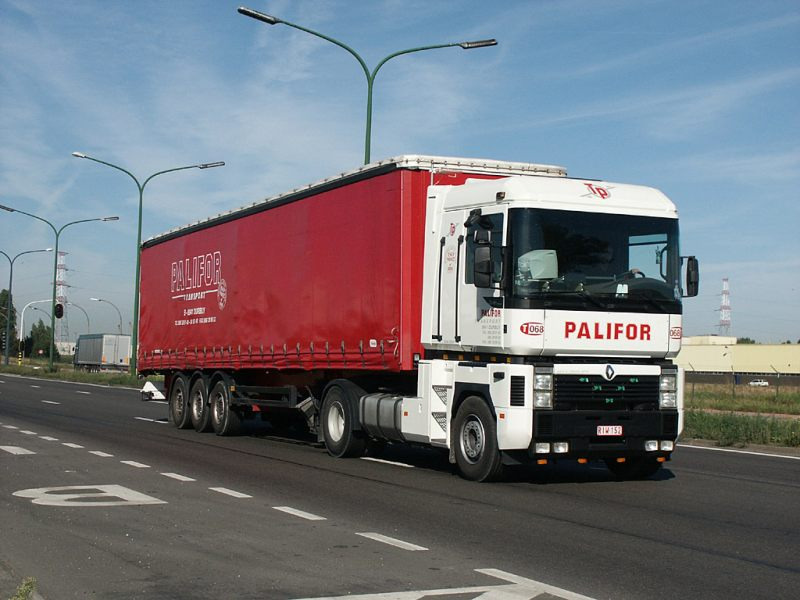
ルノー製の大型トレーラー

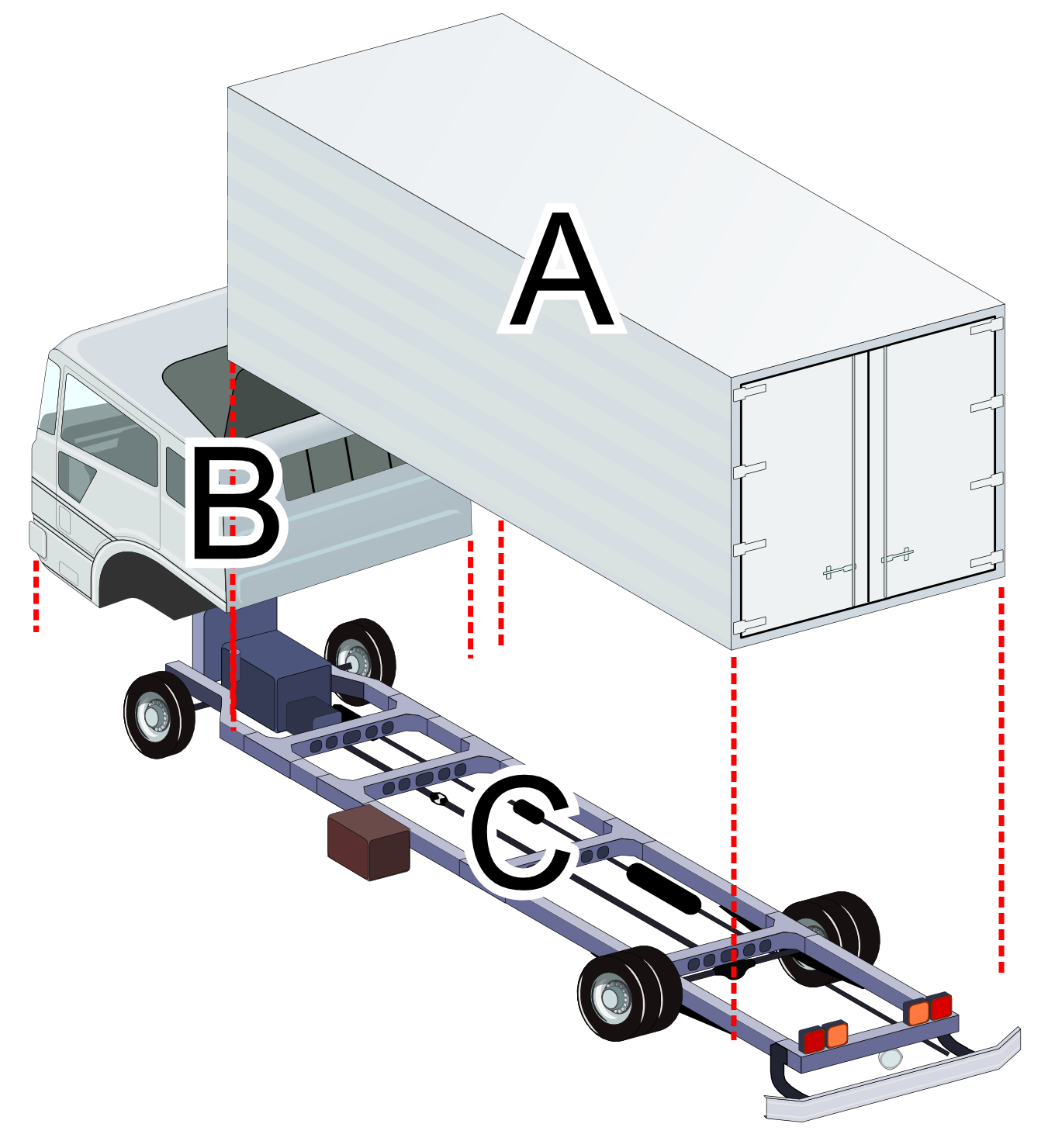
車体の主要部（キャブオーバー型車）
A:ボディ
B:キャブ
C:シャシー

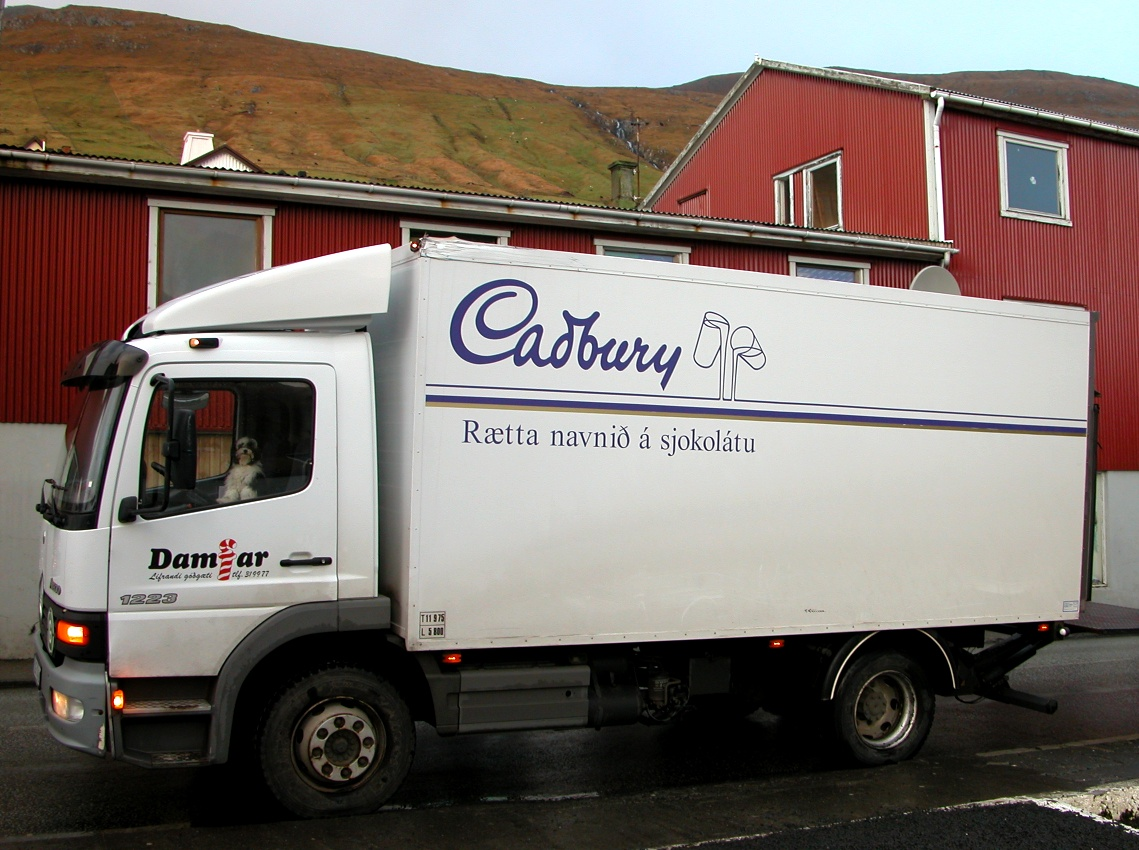
メルセデス製トラック。このサイズはしばしば、街の中で配達に使われる

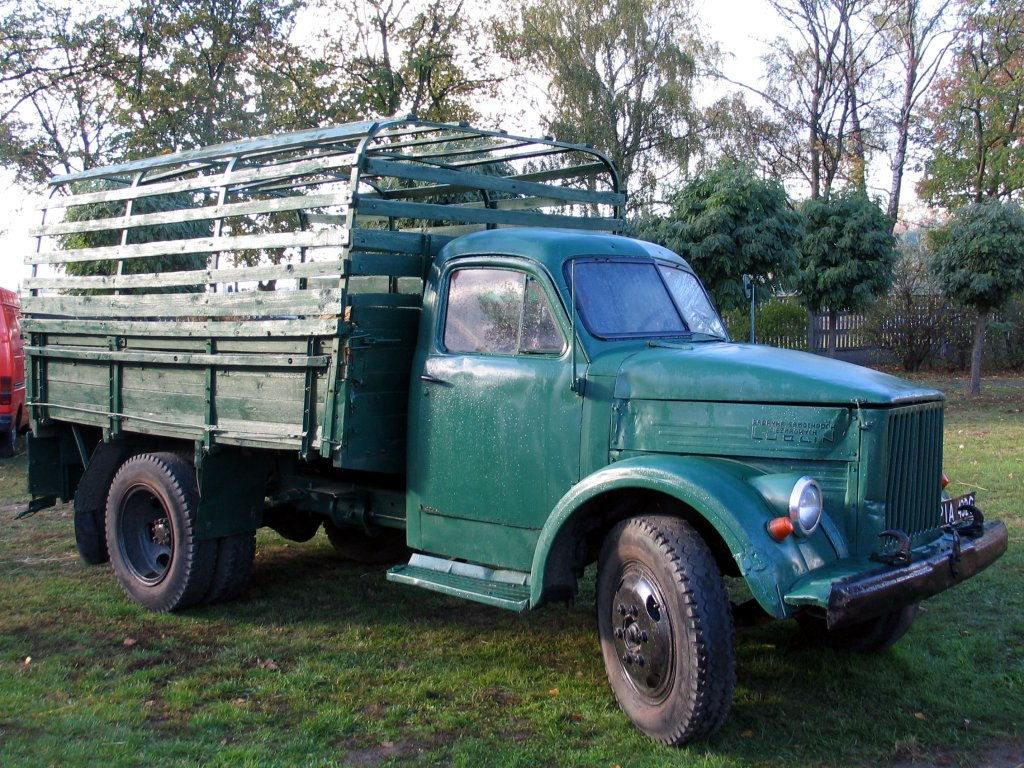
ポーランド製の古いボンネット型トラック

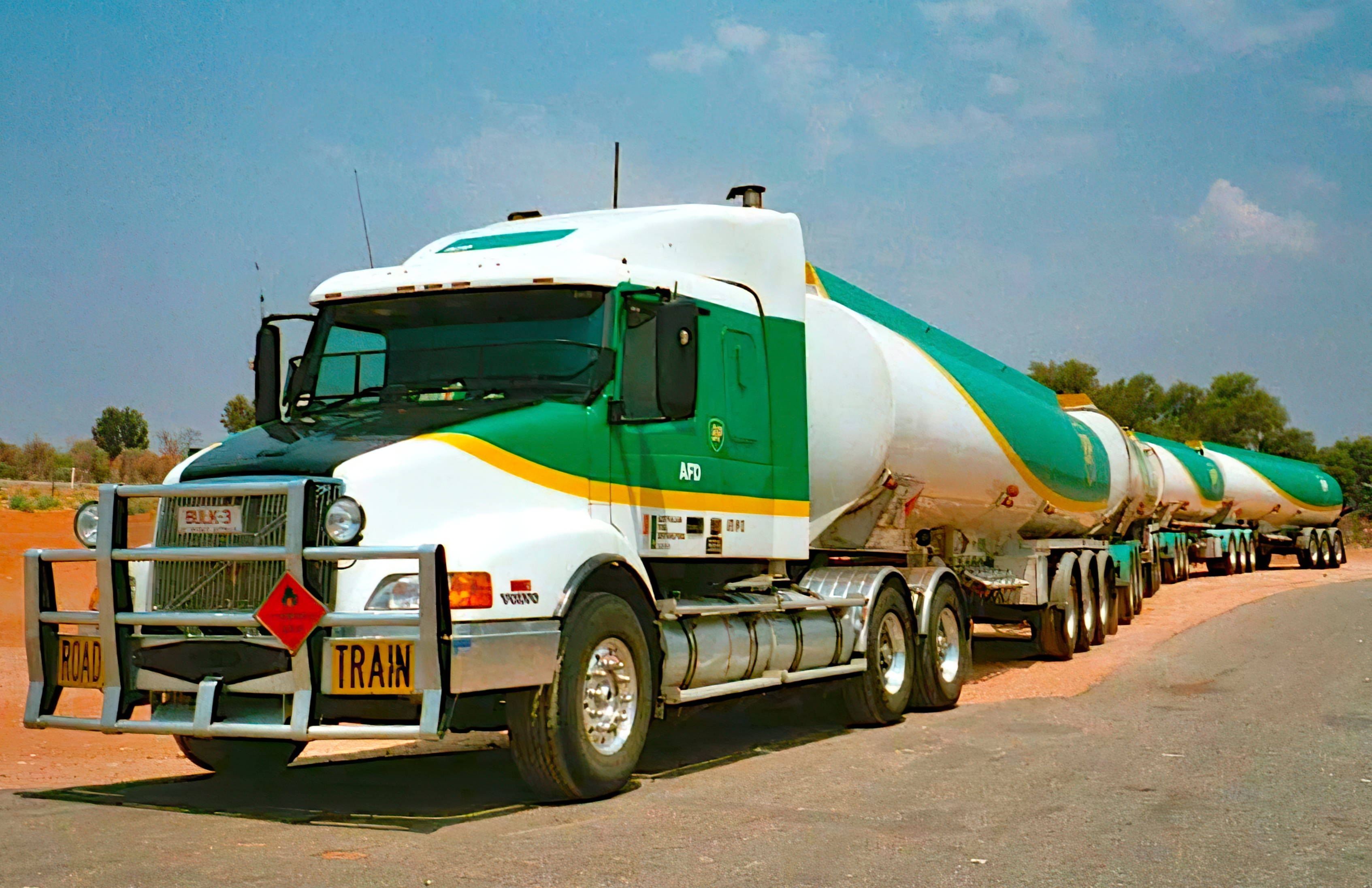
タンクを4つけん引して、まるで列車のような状態になっているオーストラリアの「ロードトレイン」と呼ばれるトラック

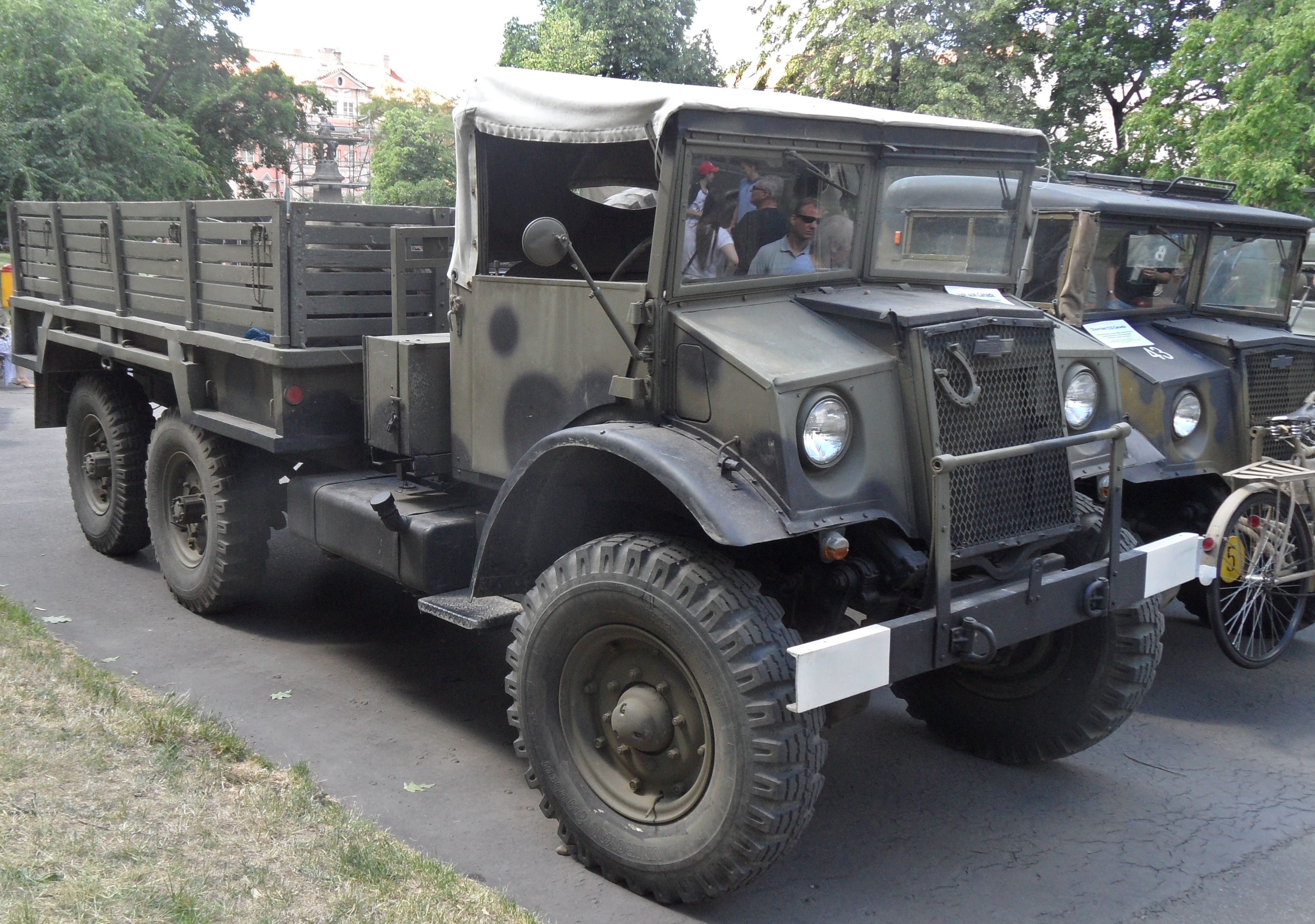
セミキャブオーバー型のCMPトラック

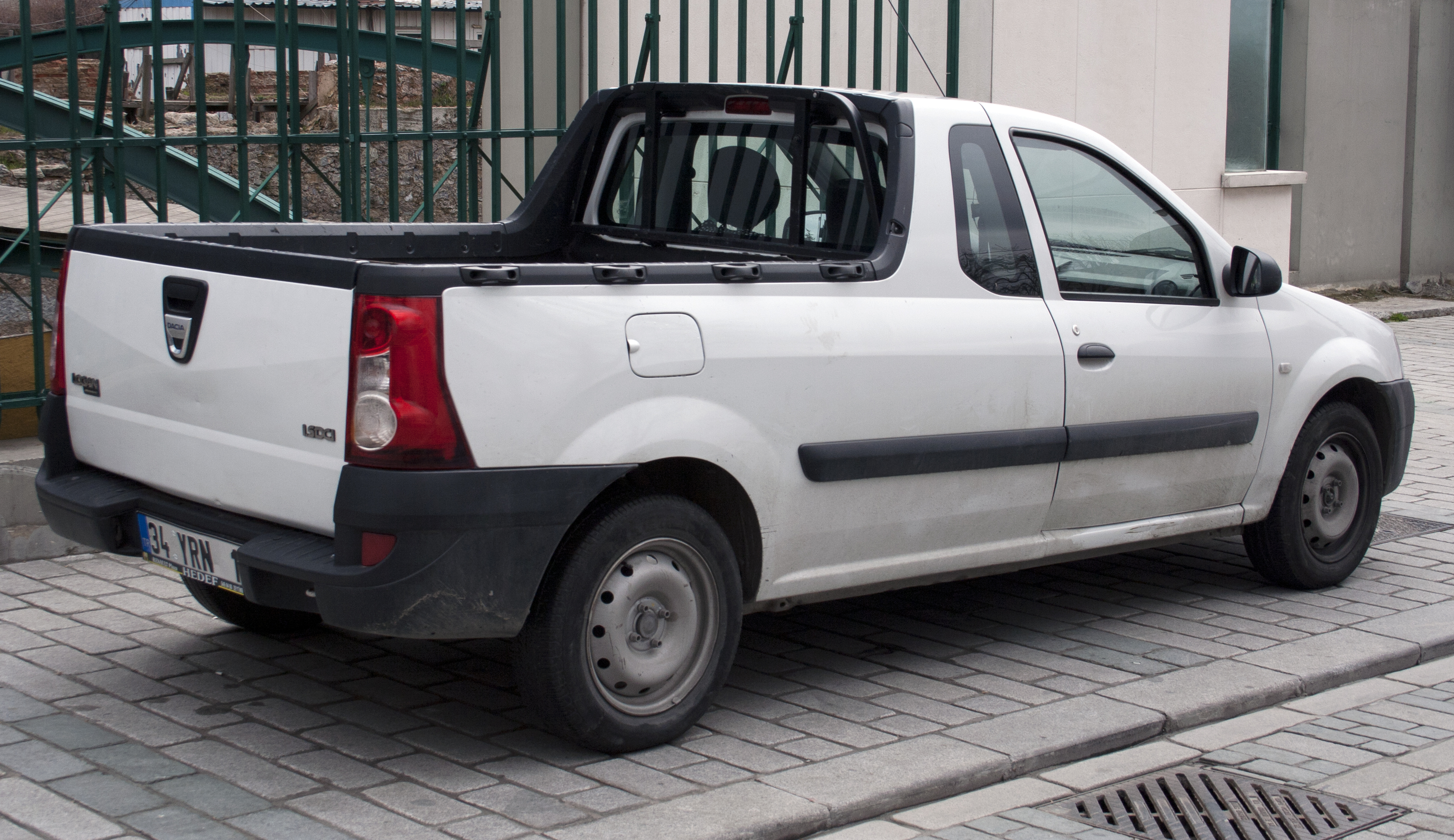
ダチア製ピックアップトラック。業務用としての使用のみならず、一般家庭でレジャー（アウトドアスポーツなど）用の大道具を運ぶために使われることがある。

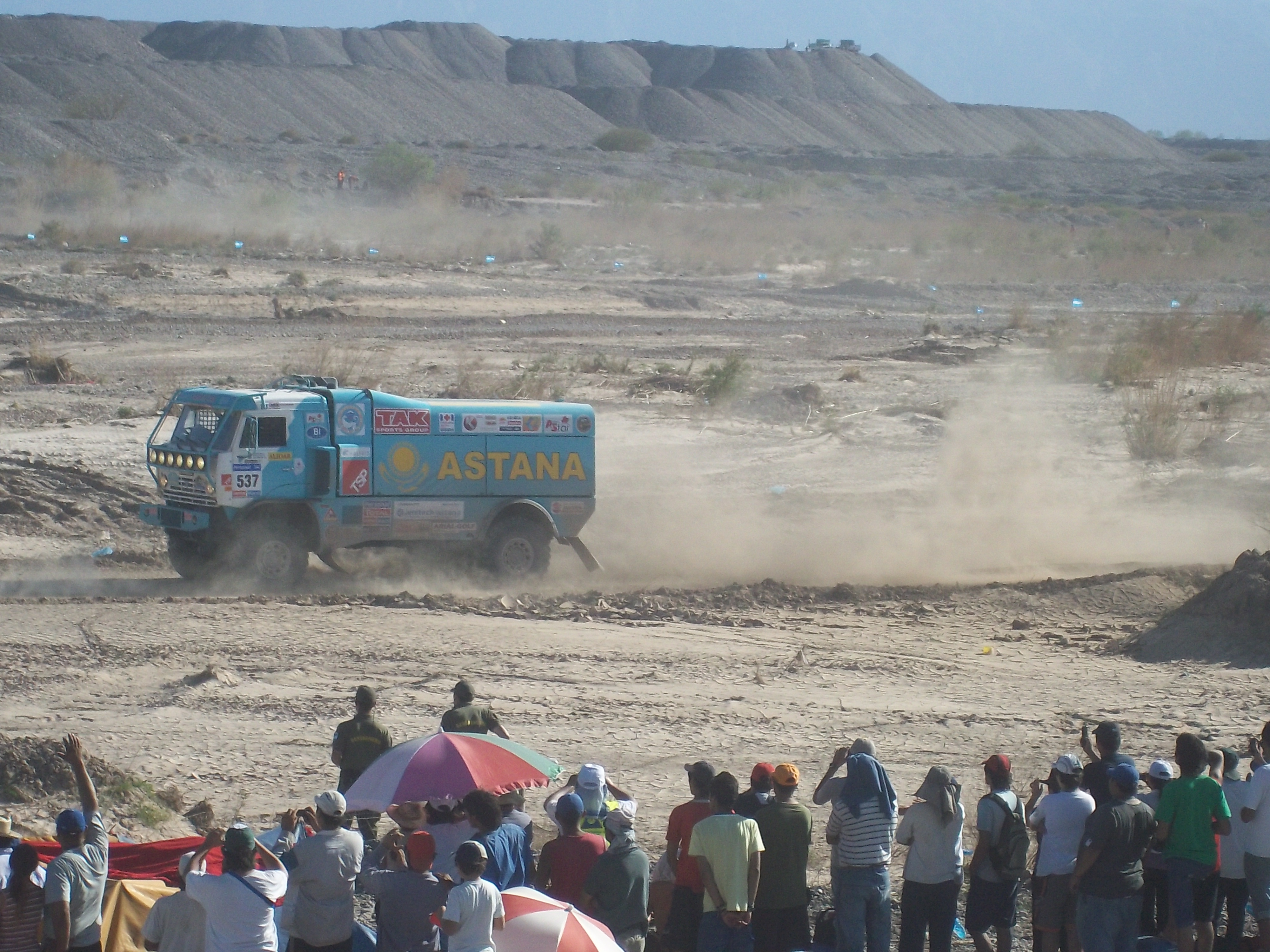
ダカール・ラリーで荒れ地を豪快に疾走するカマズ・マスター

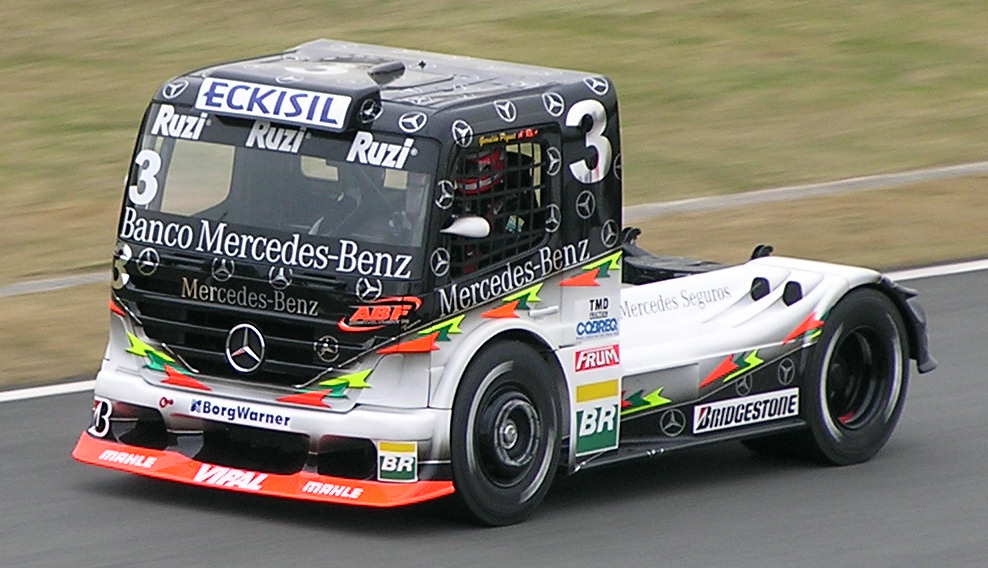
メルセデス製レーシングトラック

貨物自動車（かもつじどうしゃ、フランス語: camion、カミオン）は、主に貨物を運搬する自動車である。
比較的小型で、運転席と荷室が一体となった車体を持つ車種については「バン (自動車)」および「ライトバン」を参照。

## 概要
日本では一般にトラック（英: truck）と呼ばれる。英語圏においては、アメリカ英語ではトラック、イギリス英語ではローリー（英: lorry）と呼ばれる。また、イタリア語やフランス語などのロマン諸語圏では、大型のものをカミオン（camion）、小型のものをカミオネット（camionet）と呼び、日本の行政用語で「貨物自動車」と呼ばれているのは、主に貨物（荷物）を運ぶための自動車のことである。車体の大きさや重さ、積載可能な重量、装備の状態等により様々に分類され、汎用的な輸送が可能なもの以外に、積荷の性状に特化したものも数多く見られる。
基本的に車両の後部側に貨物、あるいはクレーンといった装備を搭載し、前部に運転台を擁するキャビン（キャブ）とエンジン等の駆動系を有するが、配置には大別してボンネット型とキャブオーバー型の他、両者の中間的なセミキャブオーバー、少数派だがキャブフォワードの4種類ある。

### 車体各部の名称
トラックでは、車体各部の名称は一部、独特なものが用いられる。
エンジンやタイヤとそれらを支える（一般的な）シャシーなどの走行を行い支えるための装置類全体が「シャシー」や「車台」と呼ばれる。
運転席など人間が乗る部分は「キャブ」または「キャビン」と呼ばれ、シャシーの上に乗りキャブ以外の荷台や荷室といった荷役用の部分が「ボディ」と呼ばれる。

### 架装と特装車
トラックのほぼ標準的なキャブやシャシーに対して、使用目的に合わせて必要な装備類を取り付けることは「架装」、装備類は「架装物」と呼ばれ、多様な架装を備えたトラックが作られている。多くの場合、架装物はボディだけを指すが、ボディ以外にもエンジン周辺や（一般的な）シャシーなどに行われる大規模な改造まで含む架装物もある。
ボディは「架装物」であり、標準的に作られる荷台など以外の特殊な架装物を備えた自動車は「特装車」と呼ばれる。特装車の多くが貨物運搬用以外の特殊用途に用いられるため「貨物自動車」ではないが、架装物以外はキャブやシャシー等を共用しているものが多く、（狭義の）特装車であり貨物自動車でもある車輌の存在など、明確な切り分けは難しい。

### 製造と販売
ほとんどの小型トラックや多くの普通トラックでは、トラックメーカーが出荷時に標準的な荷台を取り付けて販売しているが、大型や中型のものや一部の普通サイズなどの輸送用トラックは、トラックメーカーではシャシーとキャブだけが付いた「キャブ付き完成シャシー」や「汎用シャシー」と呼ばれる自動車を製造・出荷している。
いわゆる「つくりボディ」は、ユーザーがトラックメーカーに対して「キャブ付き完成シャシー」の注文を入れた上で、ボディメーカーに対してボディの製造と取り付けを発注するという、いわゆるセパレート契約で発注するという物である。ボディメーカーの中には、架装物としての部品だけを製造するところや、逆に製造は行わず、組立てや取り付けだけを請け負うところなど、多様な形態の会社が存在する。また、大量のトラックを購入する大きな運送業者などでは、トラックメーカーから自社でキャブ付き完成シャシーを購入し、ボディメーカーにボディの製造と取り付けを発注して、大量の完成車を入手する例もある。
トヨタ自動車、日産自動車、いすゞ自動車、日野自動車、三菱ふそうトラック・バス、UDトラックスの6社は、完成車シリーズとして直接販売している車型もある（但し、ボディメーカーや特装メーカーは指定されている）。完成車シリーズは「つくりボディ」とは違い、トラックメーカーとディーラーが窓口となってユーザーからシャシーとボディが一体となったトラックの注文を受けるシステムで、注文から納車までトラックメーカーとディーラーが一元的に管理する。トラックメーカーとボディメーカーにとっては、納期短縮や生産の効率化などメリットが大きい。特にウイング車は完成車シリーズが多数を占めるようになっており、各トラックメーカーの指定ボディメーカーから外れたメーカーはウイングボディの製造から撤退したボディメーカーもある。三菱ふそうトラック・バスの子会社であるパブコは、三菱ふそうトラック・バス、いすゞ自動車、日野自動車の指定ボディメーカーとなっている他、いすゞ自動車も出資している日本フルハーフは、いすゞ自動車、UDトラックス、日野自動車、トヨタ自動車、日産自動車の指定ボディメーカーとなっている。このように、完成車シリーズの指定ボディメーカーは、トラックメーカーの系列ボディメーカーに関係なく指定ボディメーカーが定められている。

### 競技
貨物自動車を用いる競技として、ダカール・ラリーに代表されるラリーレイド（クロスカントリーラリー）がよく知られる。もともとは積載性の高さを買われて二輪や四輪のサポート用車両として用いられていたが、やがて貨物自動車同士で競争をするという発想が生まれ、1980年頃に一部門として成立。FIA（国際自動車連盟）のクロスカントリートラック規定も1989年に制定された。圧倒的なトルクを発生するディーゼルエンジンと大径タイヤにより高い走破性を備えているのに加え、耐久性が高く丈夫なことから、貨物自動車はラリーレイドに向いているとされる。六輪、もしくは八輪での参戦事例もあるが、大多数は高速巡航性能に優れた四輪トラックを採用する。荷室部分には工具、燃料タンク、大量のスペア部品を積載する。エンジンスペックは強豪カマズ・マスターの2019年ダカール仕様を例に取ると、排気量13Lの直列6気筒ディーゼルエンジン搭載で最大1100馬力/4500Nm。
また海外ではサーキットレースとして、欧州トラックレーシング選手権（ETRC）や南米のフォーミュラ・トラックが存在する。こちらはいわゆる「平ボディ」の状態である。ETCRの一戦には、1981年から毎年9月にサルト・サーキットで開催されているル・マン24時間レース（24時間カミオン）も含まれる。
ピックアップトラックや乗用車のカテゴリにはワンオフの鋼管フレームを用いているものが多いが、上記カテゴリはいずれも市販トラックに改造を施す。

## 日本における貨物自動車

### 分類
トラックは一般に以下の種別で分類される。
1. 使用用途（登録）
2. サイズ（大きさ、重さ、積載量）
3. 架装

日本における分類を以下に示す。

#### 使用用途（登録）による分類
事業用貨物自動車
貨物自動車運送事業の事業に用いられる自動車で、運輸支局等に事業用として登録され、専用のナンバープレート（地色が緑色）を交付されたものである。更に『運行』、『一般』、『特定』の区分けがある。
『運行』は営業所とターミナル間など中・長距離輸送用に用いられる車両（主に10tや12t車）として運転席ドア下部に『運行』と表記されている。なお、この運行車両は路線バスのように事前に運行経路や運行日程等を運輸支局等に届け出なければならない。
『特定』は、荷主が1者に限られ、その者の荷物の大多数を荷受けする契約をもって、事業許可を受けたものである。
『一般』は営業所管轄区域内での集配業務などにあたる車両として車体に『一般』と表記されている。（「一般」は法規上表示の義務は無い。）
- 日本の法律では遺体は「積荷」扱いである為、霊柩車も貨物（特種用途）自動車の一種とされ、寝台車も同様である。許可を受けた事業者（葬儀社等）しか保有することができず、また自治体毎に登録台数の上限制限がある事から新規参入は非常に難しい。輸送区分は『限定』である。

自家用貨物自動車
自らの荷物の輸送（商店での配送や仕入れなど）に用いることしかできないものであり、運送事業に用いることは違法である。これらの車両は『自家用』と表記される。
軽貨物自動車（軽トラック、軽ボンネットバン、軽ワンボックス）
軽自動車の規格内の大きさ・積載量のものである。自家用（商店、農家など）・事業用（「赤帽」など）の届出区分あり。これらの車両は『軽貨物』等と表記される。
三輪貨物自動車（オート三輪）
三輪のものである。道路事情の悪かった1960年代（昭和30年代）までは多かったが、末期は東洋工業（現・マツダ）とダイハツ工業を残すのみとなり、結果的に最後まで残ったダイハツ・ミゼットは1971年12月までに生産が打ち切られ、その翌年の3月までに終売となった。見かける事は少ないが、一部では電気自動車として復活の兆しが見られる。
用途による区分表示および注意喚起が必要とされる車両の義務表示は以下のとおりである。
| 表示   | 用途 | ナンバー   |
| ------ | --- | ---------- |
| 運行   | 定期的に定まったルートを走行する。一般に「路線」と呼ばれるもので、発地を管轄する陸運支局に予め運行経路の届け出が必要となる。届け出の作成には「運行管理者」の資格が必要となる。 | 緑地・白字 |
| 一般   | 集配車や貸切（チャーター）などの汎用的（ルーチン運用でない）な仕業に従事する車両に表記される。「一般」の法的表示義務はない。 タンクローリーは限定用途だが、一般に該当する。    | 緑地・白字 |
| 航空   | 主として航空機を使用して輸送されるいわゆる「航空便」の集配などに使用される車両。一般的な集配と兼用するため「航空・一般」と併記している車両もある。                             | 緑地・白字 |
| 軽貨物 | 赤帽など軽貨物自動車を利用した営業車両に表記される。 | 黒地・黄字 |
| 通運   | コンテナなど、鉄道を介して運ばれる貨物を発荷主→発駅、着駅→着荷主と輸送する車両である。                                                                                         | 緑地・白字 |
| 限定   | 霊柩車、コンクリートミキサー車、家畜運搬車、競走馬輸送車など用途が限定された輸送に用いられる車両区分。                                                                         | 緑地・白字 |
| 自家用 | 自社配送部門などで、自社便の仕業に着く貨物車両に表示される。運送会社においては、営業担当や総務などが使用する車両を営業車両と区別するために表記する場合がある。                 | 白地・緑字 |
| 自家用 | 自社配送部門などで、自社便の仕業に着く貨物車両に表示される。運送会社においては、営業担当や総務などが使用する車両を営業車両と区別するために表記する場合がある。                 | 黄地・黒字 |

| 表示     | 根拠法             | 目的 | 運転者か同乗者に必要な資格                          | カラー                 |
| -------- | ------------------ | --- | --------------------------------------------------- | ---------------------- |
| 危       | 消防法             | 石油類を運ぶタンクローリーや灯油宅配車など、一定量以上の危険物を輸送する車両に義務づけられた表示。         | 危険物取扱者                                        | 黒地・黄字再帰反射素材 |
| 毒       | 毒物及び劇物取締法 | 薬品など毒物や劇物を輸送する薬品輸送車などに義務づけられた表示。                                           | 毒物劇物取扱責任者                                  | 黒地・白字             |
| 高圧ガス | 高圧ガス保安法     | 設備工事関係車両など、高圧ガス製品を積載した車両に義務づけられる表示（自車燃料として積載する場合を除く）。 | 高圧ガス移動監視者、化学責任者、機械責任者※いずれか | 黒地・オレンジ字       |
| 火       | 火薬類運送規則     | 花火や弾薬などの火薬類を積載した車両に義務づけられる表示。                                                 | 危険物取扱者                                        | 赤地・白字・○囲い      |

※ダンプカーについては、独自の種別表記を用いる。ダンプカーの項目参照。

#### サイズ（積載量など）による分類
|              |                  |                              |            |
| いすゞ・ギガ | 日野・プロフィア | 三菱ふそう・スーパーグレート | UD・クオン |

|                    |                  |                        |              |
| いすゞ・フォワード | 日野・レンジャー | 三菱ふそう・ファイター | UD・コンドル |

|                |                |                        |              |
| いすゞ・エルフ | 日野・デュトロ | 三菱ふそう・キャンター | UD・カゼット |

|                |                      |                  |                |
| トヨタ・ダイナ | トヨタ・タウンエース | マツダ・タイタン | マツダ・ボンゴ |

|                  |                      |                  |                  |
| スズキ・キャリイ | ダイハツ・ハイゼット | 三菱・ミニキャブ | スバル・サンバー |

#### 架装による分類

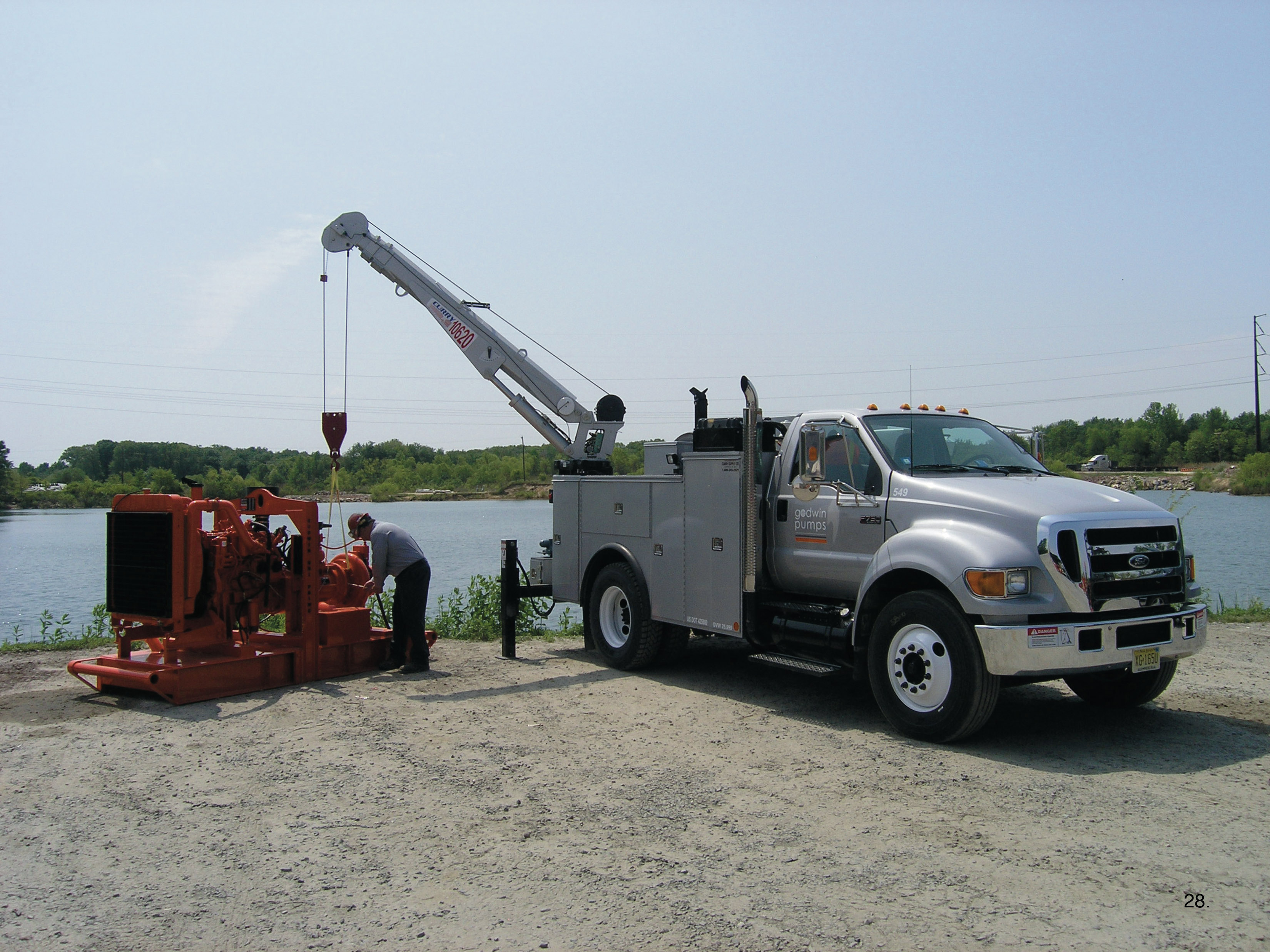
トラッククレーン

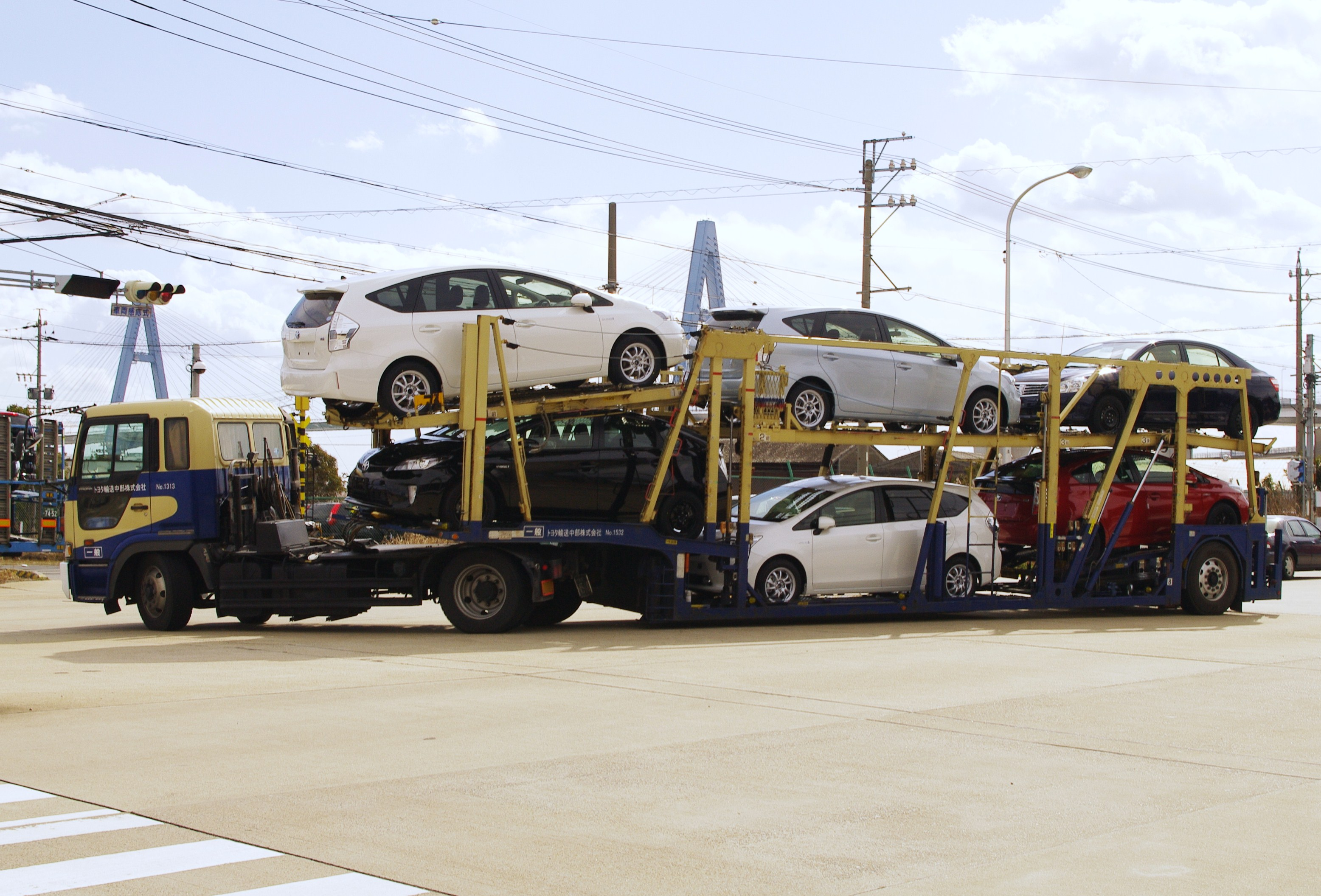
車載車

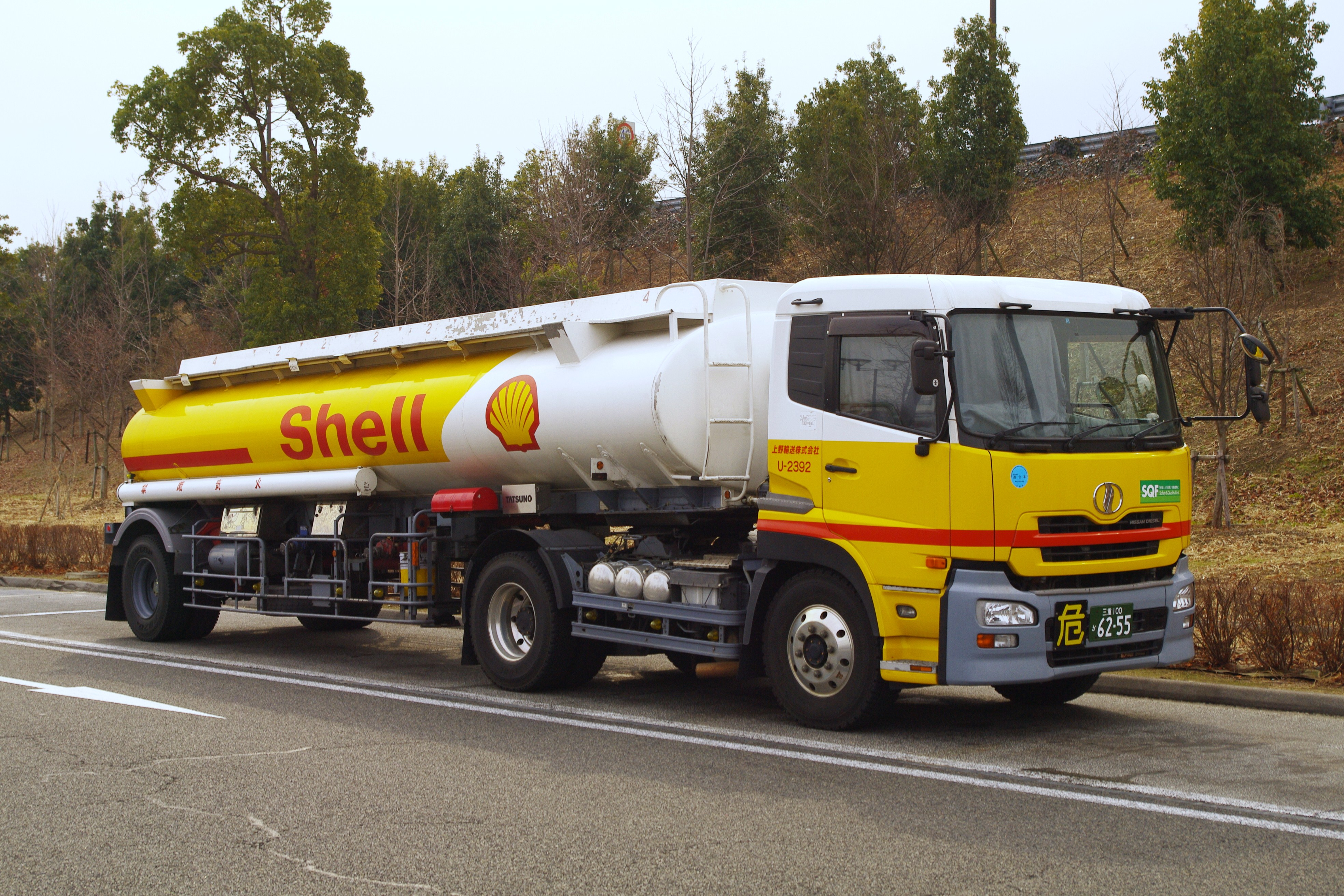
タンクローリー

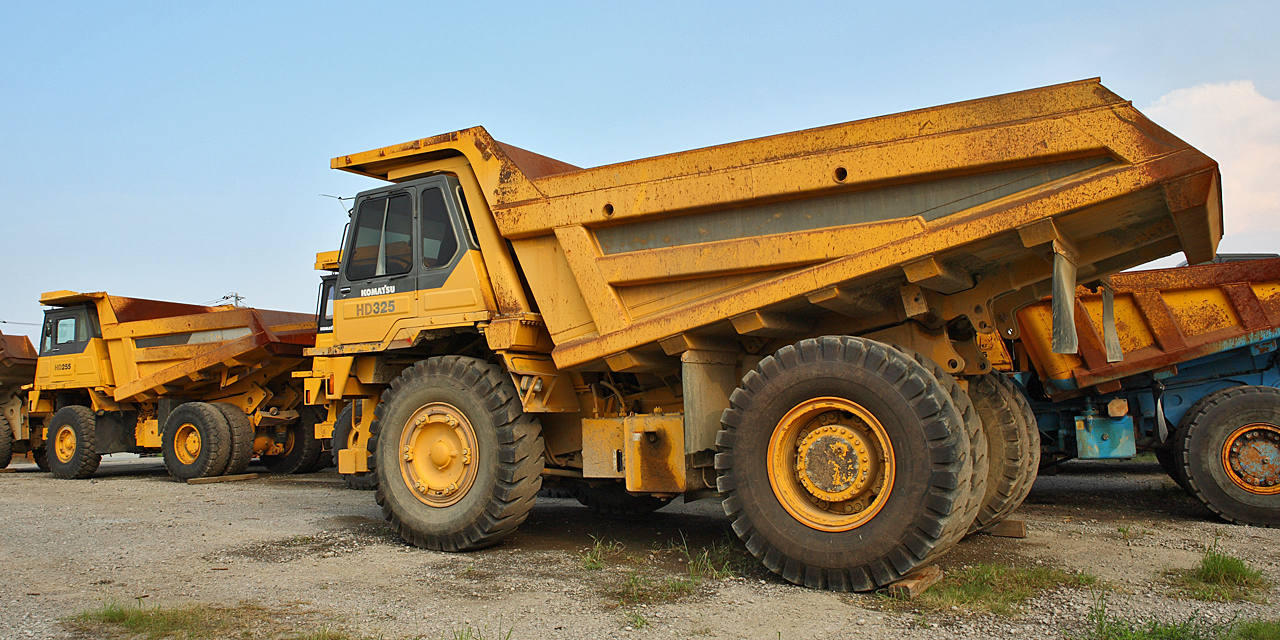
ダンプカー

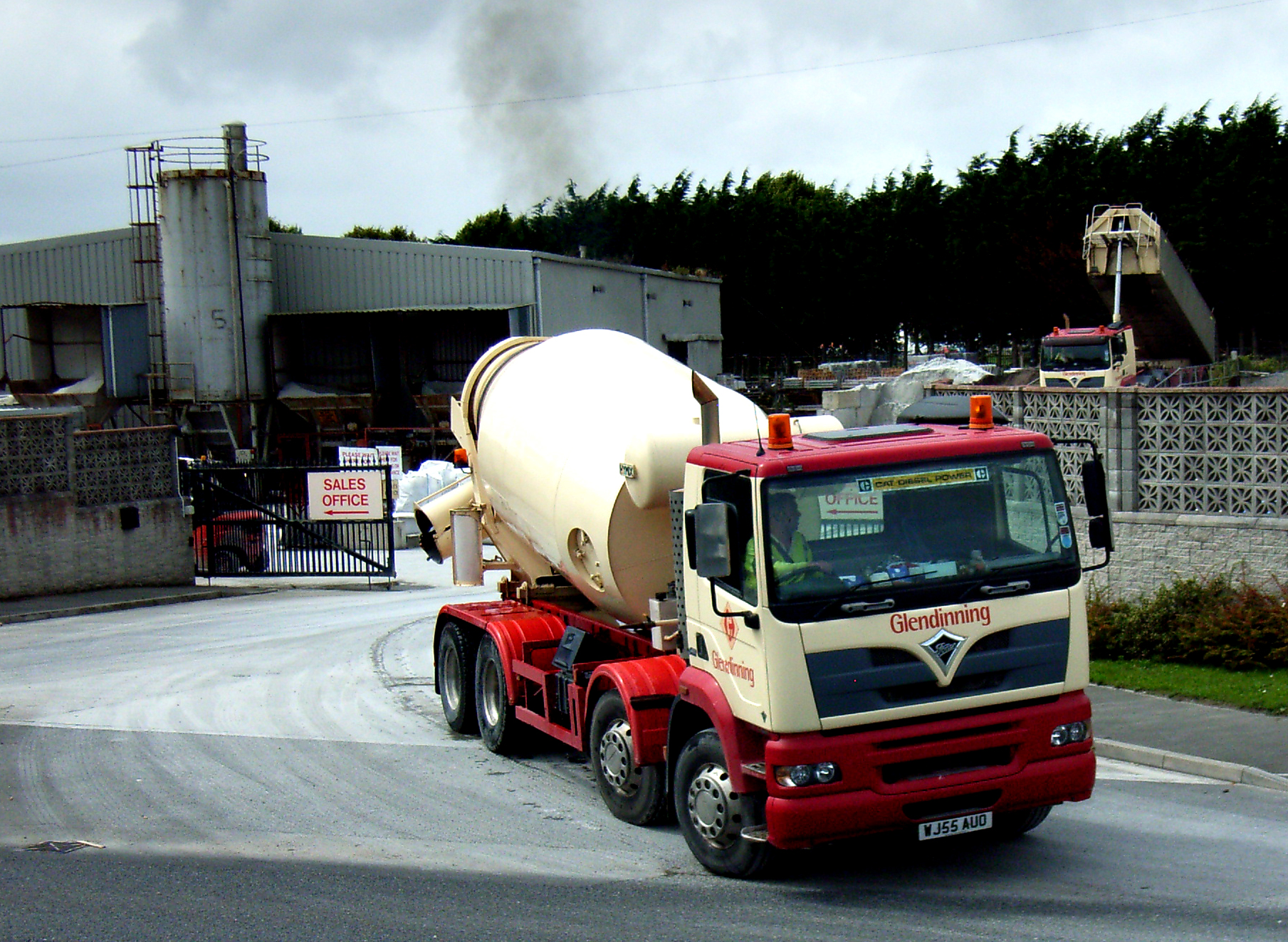
トラックミキサ

▲: 特種用途自動車（いわゆる8ナンバー）に当たるもの。
平ボディ車荷台の側方と後方に、アオリがあるだけの車で、無蓋で開放状態となっている。無蓋になっているため、主に雨に濡れても問題の無い品物や、クレーン等を使わないと積み下ろしが困難な重量物を運ぶ場合に使用される場合が多い。積載物の種類によってはトラックシートやトラックロープを用いて上部を覆う。アオリは、後方だけが開くものが「一方開」側方も開くものが「三方開」側方が前後に分かれて開くものが「五方開」と呼ばれる。アオリは鉄製のものもあるが、最近は軽量化のため、アルミ製のものも多い。トラックのボディの中で最も価格が安いことや、軽量なため、積載量がどのボディよりも取りやすいメリットがある。中古トラック市場でも流通が豊富で、価格帯や仕様の選択肢から人気がある。
有蓋車水濡れや荷痛み防止のための密閉構造の荷台を持つものである。アルミ製の「箱」形状のものを持つことから「バンボディ」や「ハコ車」と呼称されることもある。後面が開閉したり、側面が開閉したりして荷物の積み下ろしを行う。中にはフォークリフトによる荷役作業を円滑化するため側面を羽根のように開放されるものがあり、通称「ウイング車」と呼ばれる。
▲冷凍冷蔵車冷凍された物品を輸送するため、冷凍機を搭載し断熱構造の荷台を持つものである。
▲冷蔵車冷蔵の必要な物品を輸送するため、冷蔵設備を搭載し断熱構造の荷台を持つものである。
保冷車冷蔵の必要な物品を輸送するため、断熱構造の荷台を持つものである。
通風車温度上昇に弱い物品を輸送するため、通風構造の荷台を持つものである。
幌付き車平ボディ車と有蓋車との中間的な車で、水濡れや荷痛み防止のために平ボディ車のボディの上に金属製の骨組みを組み、その上から布製・ビニール製などのシートを被せてリングベルトで固定した車である。水濡れ対策の完璧さでは有蓋車に負けるが、有蓋車よりも価格が安く、そして、軽量なために積載量が取れるというメリットがある。また、骨組みが脱着できる幌は車体の寸法に含まれないため、ベース車が小型車ならそのまま小型車扱いになり、保険料や通行料金の点で有蓋車より有利になる。一方で経年劣化によって雨漏りが発生することもあり、対策として雨のかかりやすい屋根上にアルミ製の屋根を被せた車輌もある。
キャブバッククレーン車（ユニック車）荷扱いのための小型クレーンを持つものであり、開放型の荷台のものが多いが、箱車となっているものもある。なお、ユニックとは古河ユニック株式会社の商品名であるが、一般名称として浸透している(正式なユニックはクレーンにUNICと書いてある)。これに対して、例えばタダノでは「カーゴクレーン」、加藤製作所では「積載型クレーン」と呼ぶ。クレーンとしては積載型トラッククレーンとなる。クレーン使用時の転倒を防止するため必ずアウトリガーを持っている。多くは荷台の前にクレーンを持ち通常の平車と同様の積み降ろしが可能だが、後ろにクレーンを持つものもあり、この場合は後ろから積み降ろしができないため荷台が側方二方開もしくは四方開となる。前方にクレーンを持つ場合はダンプのように荷台がせり上がったり、後方へスライドしたりできるものも存在する。荷台を持たないものについては、トラッククレーンを参照。
車載車小型の自動車を積載するため、荷台が後方にスライドして斜めに下がり、乗せる車が自走して積み下ろし出来るようになっている。事故車や動かない車を載せることが出来るように、ウインチがついていることが多い（このタイプは主に自動車整備業者や自動車ディーラーが持っている）。多段式になり複数の車を載せることが出来るものもある（これは主に、新車や中古車のディーラーへの輸送用に、専門輸送会社が持っている）。規制緩和により、従来の全高3.8 mに対し4.1 mまで積載できる場合があるので、ワンボックス車やSUVなどを2段に載せて走ることが可能な車載車もある。通称で呼ばれることが多く、「セーフティーローダー」あるいは単に「ローダー」とよばれることがある。多段式の大型のものは「キャリアカー」とも呼ばれる。
▲タンクローリー液体・気体を輸送するためのタンクを備え付けたものである。輸送する物質によっては相応の運転免許の他に危険物取扱者等の資格が必要な場合がある。
▲集乳車タンクローリーの一種で、牛乳を輸送するための車両。
▲バルク車粉粒体を輸送するためのタンクを備え付けたものである。
ダンプカー（ダンプトラック）土砂・砕石を荷降ろしするための傾斜機構付き荷台のものである。
国内では用途別にナンバーとは別の所定表示義務がある。この表示は、ダンプカーのナンバーが見づらいことから、容易に目視できるうようにしたもので、ダンプカーのみに課せられる表示義務である。
「地域名（ナンバーに準ずるが一部異なる表記の地域がある）・分類・表示番号」となる。
ダンプカーの分類一覧
| 表示 | 区分                             | ナンバー   |
| ---- | -------------------------------- | ---------- |
| 建   | 建設業                           | 白地・緑字 |
| 営   | 自動車運送業                     | 緑地・白字 |
| 販   | 砂利販売業                       | 白地・緑字 |
| 砂   | 砂利採取業                       | 白地・緑字 |
| 砕   | 採石業                           | 白地・緑字 |
| 他   | その他 ※建機レンタル、自治体など | 白地・緑字 |

全て一文字○で囲い文字とされる。
コンテナ車輸送用の専用固定金具を装備したものである。
▲トラックミキサ生コンクリートを撹拌しながら運ぶ。別名「アジテータートラック」「トラックアジテーター」など。一般にミキサー車と呼ばれる。
馬運車ウマ（主に競走馬や馬術競技馬など）の輸送に用いられる車両である。
トレーラー原動機を持たず、専ら牽引されるための車。牽引されるための装置を持ち、牽引するための装置を持つ自動車（トラクターユニットという）に接続して走行する（注：全日本トラック協会では「トレーラ」「トラクタ」という表記を使用している）。追加の荷台として使用する小さなものから戦車が運搬できる大きなものまでさまざまな大きさがある。数としては圧倒的にセミトレーラーが多い。
- セミトレーラー: トレーラーの重量の一部をトラクターが支える。普通は専用のトラクター（トレーラーヘッド）で牽引する
- フルトレーラー: トレーラー自身で自重を支える。トラクターは通常の自動車
- ポールトレーラー: トレーラーとトラクターを跨ぐように貨物（主として長尺物）を積載する。トラクターは通常の自動車または専用のトラクター

ピックアップトラック乗用車の後部座席より後ろの部分をそのまま荷台に置き換えたボディ形状のトラック。
ライトバン貨客兼用車である。乗用車であるステーションワゴンと異なり、貨物車扱いとなる。
▲広告宣伝車貨物自動車の車体に看板や拡声器を取付、宣伝を行うクルマ。特殊用途自動車では放送宣伝車に分類される。

### 軍用トラック
大規模な戦闘部隊が陸上の戦域で活動を継続するためには大量の物資を必要とするため、陸軍では戦闘車両よりも貨物自動車が多い。
民間のトラックの大多数は路上走行が前提の設計だが、軍用トラックの多くは野戦における不整地（オフロード）走行を想定している。これに関連して軍用トラックの額面積載量は車格の割に小さく見えるが、これはトルクや安定性の要る不整地走行での余裕を持たせたもので、路上走行に限るならもっと多く積載できる（例として、積載量10ｔ級のスーパーグレートが自衛隊仕様の74式特大型トラックは7ｔトラックとされる）。
明治32年、陸軍輜重兵はフランスからガソリンエンジンによって駆動する自動車を1台購入している。明治44年5月、大阪工廠では輸送用自動車2種2両を製作し、1種は後方輸送用、もう1種は前線における糧食・弾薬輸送用であった。こののち、大正3年8月の青島戦役において自動貨車4両が参加、陸海軍重砲部隊に弾薬を輸送した。指揮は中尉クラスの輜重兵士官、操縦は輜重兵下士官による。当時の日本陸軍において自動車の操縦ができるものはごくわずかであり、運転手は特技兵であった。なお明治42年末の時点で警視庁に登録された民間の自動車台数は62台であった。

#### 自衛隊のトラック
自衛隊では陸海空が陸上における貨物の運搬用に多数の貨物自動車を運用しており、隊員が免許を取得するため自衛隊自動車訓練所が設置されている。
74式特大型トラック、73式大型トラック、73式中型トラック、73式小型トラックなど専用車両が大半であるが、業務トラックなど民生品と大差ない車両も使っている。近年ではコストカットのため民間の運送会社への委託も行われている。

### 製造メーカー
かつては各自動車メーカーが製造していたが、OEM供給への変更や生産終了などに伴い、以下のメーカーへ集約されている。日産自動車や本田技研工業の様に、トラックからの生産から撤退してライトバンのみの製造としたメーカーや、いすゞ自動車の様にライトバンからの生産から撤退してトラックのみの生産としたメーカーもある。
下記メーカーの一覧は、シャシー・キャブの製造を行っているメーカーのみの一覧である。ボディ・特装物の架装のみを行うメーカーについてはCategory:車体架装メーカーを参照。

#### 現在製造を行っているメーカー
- トヨタ自動車
  - ダイハツ工業
  - 日野自動車
- 日産自動車 - 同社はトラックの国内自社生産から撤退したため、小型トラックについてはいすゞ自動車から、軽トラックと軽ワンボックスバンはスズキからそれぞれOEM供給。
- 本田技研工業 - 軽モノスペースバンのみ
- スズキ
- いすゞ自動車 - ワンボックスバンは日産自動車からOEM供給。
  - UDトラックス -  小型トラック（2014年6月から2023年11月まで三菱ふそうトラック・バスからOEM供給）・中型トラック共にいすゞ自動車からそれぞれOEM供給。
- 三菱ふそうトラック・バス
- 三菱自動車工業 -  現在は自社製軽貨物EVのみ販売。

#### かつて製造を行っていたメーカー
- マツダ - 現在はトヨタ自動車・ダイハツ工業・スズキ・いすゞ自動車からOEM供給。
- SUBARU - 現在はダイハツ工業からOEM供給。
- 三菱自動車工業 - 現在はスズキからOEM供給。

## 外国における貨物自動車

### 欧州
EU指令では、車両総重量3.5t以上7.5t未満の自動車を中型車とし、車両総重量7.5t以上の自動車を大型車としている。EU指令では車両総重量3.5t以上7.5t未満の中型貨物自動車を運転するにはC1免許、7.5t以上の大型貨物自動車を運転するにはC免許が必要である。
中型貨物自動車を対象とするC1免許はB免許取得後に取得手続を開始できる。貨物自動車は車両総重量が大きくなるほどより高度の運転技能が必要であり、C免許と別にC1免許を設けて18歳で取得できることとしている理由は、若年での大型車の運転の危険性を踏まえつつ、若年労働者の確保などの社会的必要性に配慮するためである。
EUの基準では貨物運送事業等を主たる業務として運送を行うためには一定のカリキュラムによる講習および試験を受けることが義務付けられており、免許も5年ごとの更新制で健康診断の受診や35時間以上の講習が義務付けられている。

### アメリカ合衆国
アメリカ合衆国では州ごとに運転免許制度（特に商用自動車）は異なる。多くは車両総重量26,001lb(11.794t)以上が大型に区分されるが、大型を中心とする商用自動車については年齢等の基準による法規制が設けられている。
アメリカ合衆国では、以下のように車両総重量により車格区分がある。
- クラス1 - GVW6,000 lb（2.7 t）以下
- クラス2a - GVW6,001-8,500 lb（2.7-3.8 t）
- クラス2b - GVW8,501-10,000 lb（3.8-4.5 t）
- クラス3 - GVW10,001-14,000 lb（4.5-6.3 t）
- クラス4 - GVW14,001-16,000 lb（6.3-7.2 t）
- クラス5 - GVW16,001-19,500 lb（7.2-8.8 t）
- クラス6 - GVW19,501-26,000 lb（8.8-11.7 t）
- クラス7 - GVW26,001-33,000 lb（11.7-14.9 t）
- クラス8 - GVW33,001 lb（14.9 t）以上

### 中華人民共和国
中華人民共和国では、以下のように車両総重量により車格区分がある。
- 微型 - GVW1.8 t以下
- 軽型 - GVW1.8-6 t
- 中型 - GVW6-14 t
- 重型 - GVW14 t以上

### 各国の最大サイズ
| 国              | 3軸車の最大サイズ                 | 牽引自動車での最大サイズ             | 連結トラックの最大サイズ            |
| --------------- | --------------------------------- | ------------------------------------ | ----------------------------------- |
| オーストラリア  | 23 t (50,700 lb)                  | 12 m (39 ft)                         | 172 t (379,000 lb) 53.5 m (176 ft)  |
| 中国            | 25 t (55,100 lb) 12 m (39 ft)     | 49 t (108,000 lb) 16.5 m (54 ft)     | 55 t (121,000 lb) 18.75 m (62 ft)   |
| EU              | 26 t (57,300 lb) 12 m (39 ft)     | 16.5 m (54 ft)                       | 44 t (97,000 lb) 18.75 m (62 ft)    |
| アイルランド    | 26 t (57,300 lb) 12 m (39 ft)     | 30 t (66,100 lb) 16.5 m (54 ft 2 in) | 44 t (97,000 lb) 22 m (72 ft)       |
| スウェーデン    | 26 t (57,300 lb) 24 m (79 ft)     | 60 t (132,300 lb) 24 m (78 ft 9 in)  | 60 t (132,300 lb) 25.25 m (82.8 ft) |
| イギリス        | 26 t (57,300 lb) 12 m (39 ft)     | 44 t (97,000 lb) 16 m (52 ft)        | 44 t (97,000 lb) 18.75 m (62 ft)    |
| アメリカ (州間) | 54,000 lb (24.5 t) 45 ft (13.7 m) | 80,000 lb (36.3 t) none              | 80,000 lb (36.3 t) none             |